# Muhammed Badamosi
Muhammed Badamosi (Serekunda, 27 de diciembre de 1998) es un futbolista gambiano que juega en la demarcación de delantero para el CFR Cluj de la Liga I.

## Selección nacional
Hizo su debut con la selección de fútbol de Gambia en un partido de clasificación para la Copa Africana de Naciones de 2019 contra Togo que finalizó con un resultado de 0-1 tras el gol de Floyd Ayité.

## Clubes
| Club                       | País           | Año       | Partidos | Goles |
| -------------------------- | -------------- | --------- | -------- | ----- |
| Real de Banjul FC          | Gambia         | 2015-2016 | 12       | 2     |
| Olympique de Ngor          | Senegal        | 2016-2017 | 13       | 7     |
| FUS de Rabat               | Marruecos      | 2017-2020 | 62       | 7     |
| KV Kortrijk                | Bélgica        | 2020-2022 | 34       | 1     |
| FK Čukarički               | Serbia         | 2022-2023 | 46       | 14    |
| Al-Hazm (cedido)           | Arabia Saudita | 2023-2024 | 32       | 4     |
| Standard de Lieja (cedido) | Bélgica        | 2024-2025 | 9        | 0     |
| Abha Club (cedido)         | Arabia Saudita | 2025      | 13       | 4     |
| CFR Cluj                   | Rumania        | 2025-     |          |       |